# فريس دشلدر
فريس دشلدر (15 سبتمبر 1992 في بلجيكا - ) هو لاعب كرة قدم بلجيكي في مركز الوسط. لعب مع إف سي آيندهوفن ونادي كلوب بروج.

## وصلات خارجية
- فريس دشلدر على موقع قاعدة بيانات كرة القدم.إي يو (الإنجليزية)
- فريس دشلدر على موقع Soccerway.com (الإنجليزية)